# 요제프 아다메츠
요제프 아다메츠(슬로바키아어: Jozef Adamec, 1942년 2월 26일 ~ 2018년 12월 24일)는 슬로바키아 출신의 축구 선수로, 체코슬로바키아 축구 국가대표팀으로 44경기 14골을 기록하였으며, 1962년 FIFA 월드컵과 1970년 FIFA 월드컵에 출전하였다. 그는 체코슬로바키아 대표팀에서 많은 골을 기록한 선수들 중 하나지만 월드컵에서 득점한 기록은 없다. 은퇴 이후에는 슬로바키아와 체코의 클럽 팁의 감독을 주로 맡았다.